# Дангрига
Дангрига (англ. Dangriga) — місто на сході центральної частини Белізу, адміністративний центр округу Стан-Крик.

## Розташування
Дангрига знаходиться на узбережжі Карибського моря. Біля міста знаходиться однойменне летовище. Місцевість навколо Дангриги рівнинна.

## Населення
Населення за даними на 2014 рік становить 10 750 осіб. З етнічної точки зору, населення це суміш гарифуна, креолів та метисів.
| Рік       | 1990  | 2005   | 2007   | 2010  | 2014   |
| --------- | ----- | ------ | ------ | ----- | ------ |
| Населення | 8 814 | 10 800 | 11 600 | 9 593 | 10 750 |

## Галерея

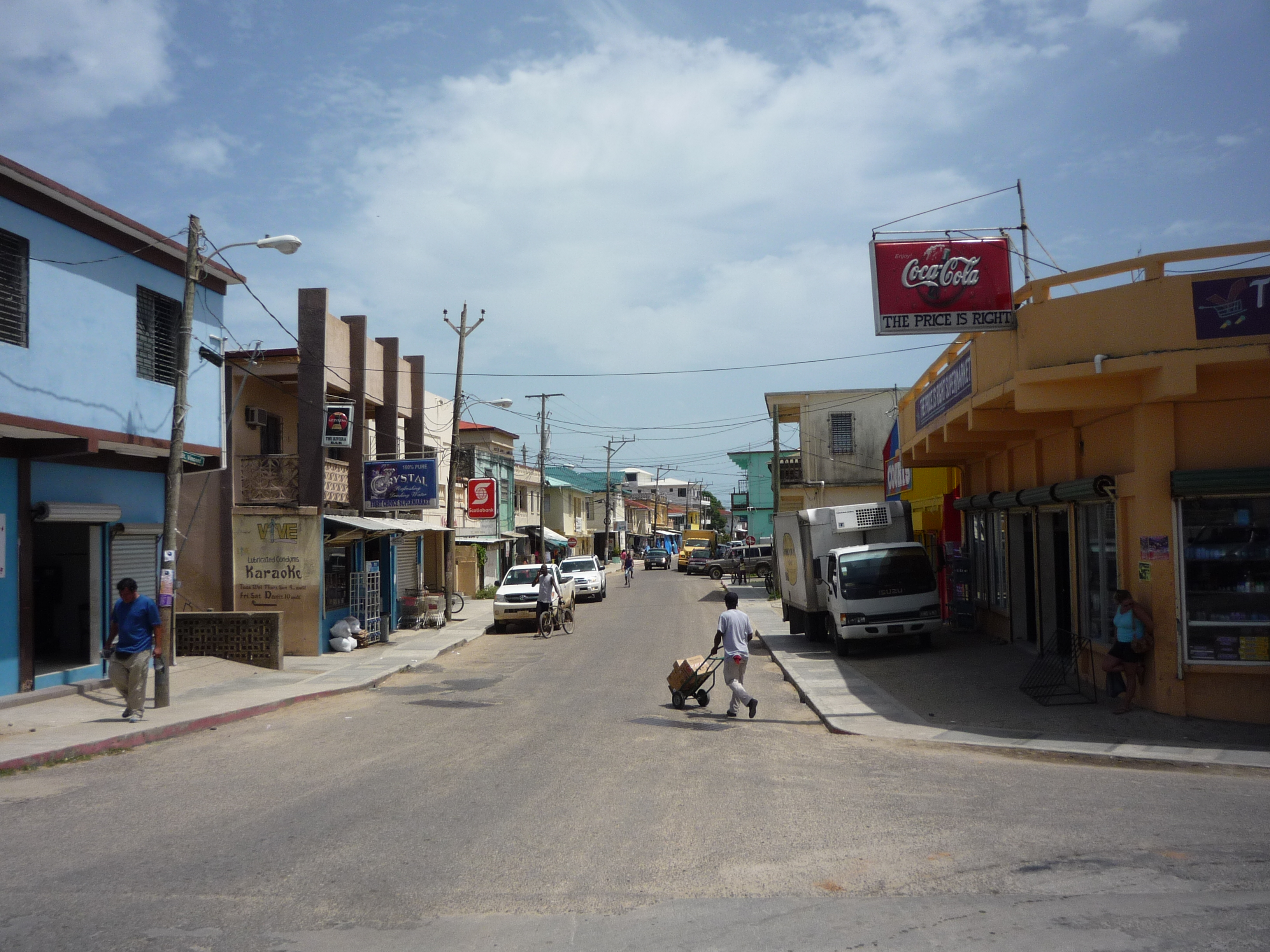
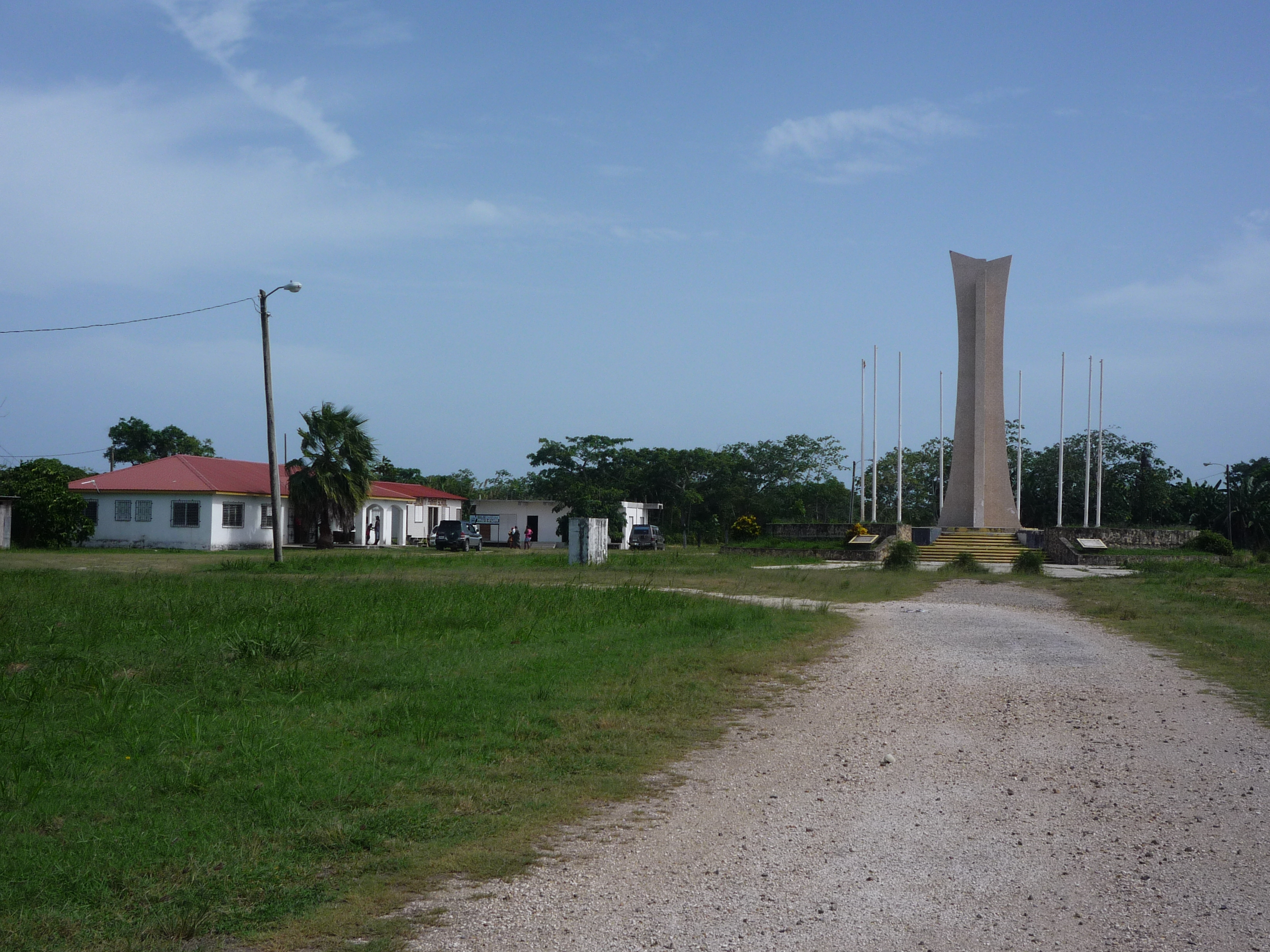
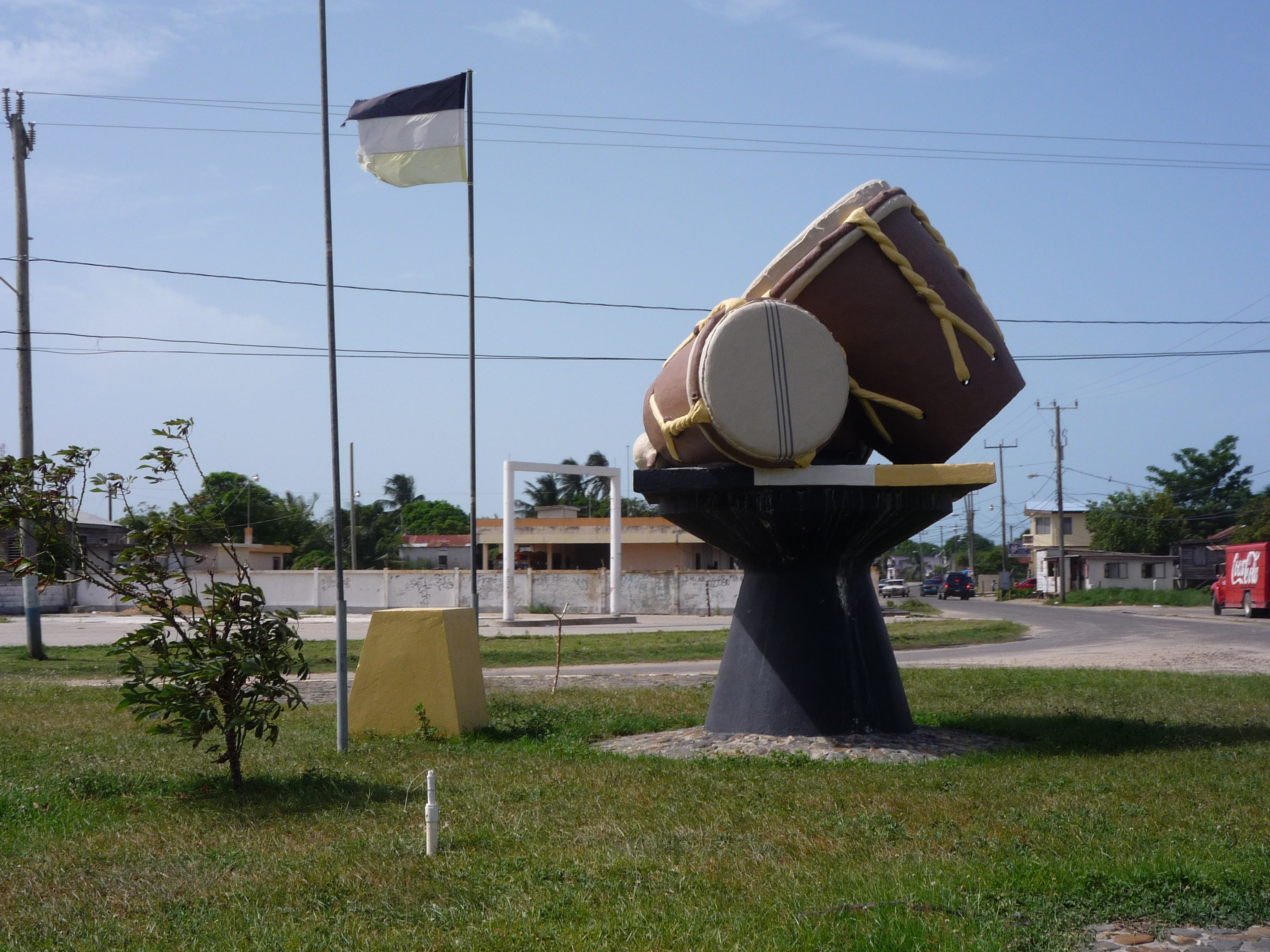
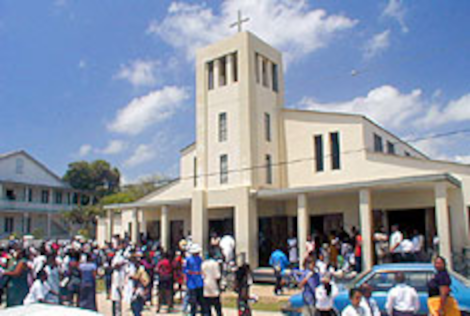
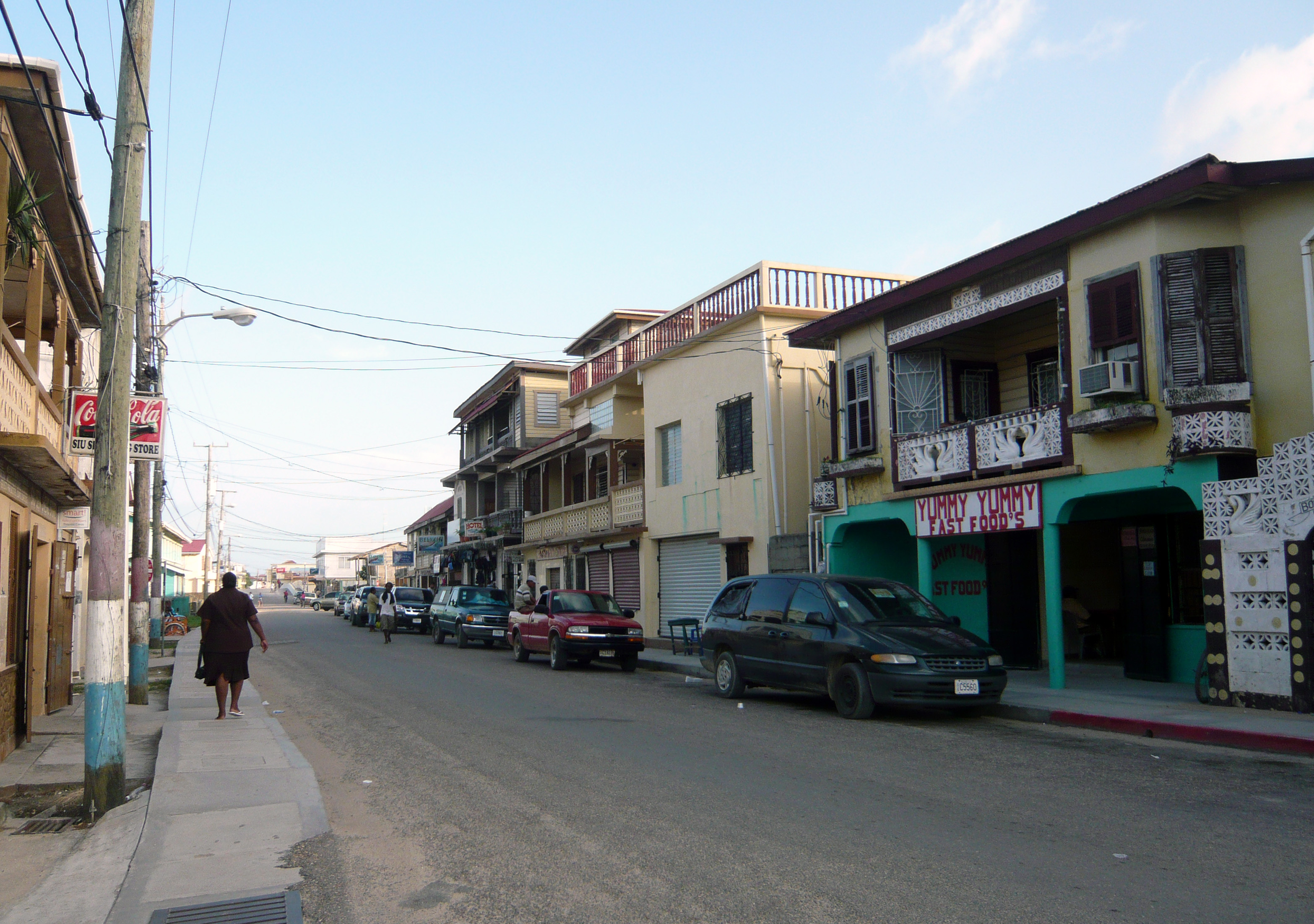

## Клімат
Дангрига знаходиться у зоні тропічного мусонного клімату. Середньорічна температура становить +24 °C. Найспекотніший місяць квітень, коли середня температура становить +26 °C. Найхолодніший місяць січень, з середньою температурою +21 °С. Середньорічна кількість опадів становить 3261 міліметрів. Найбільше опадів випадає у жовтні, у середньому 404 мм. опадів, самий сухий квітень, з 46 мм опадів.
| Кліматограма Дангрига                                                                           | Кліматограма Дангрига | Кліматограма Дангрига | Кліматограма Дангрига | Кліматограма Дангрига | Кліматограма Дангрига | Кліматограма Дангрига | Кліматограма Дангрига | Кліматограма Дангрига | Кліматограма Дангрига | Кліматограма Дангрига | Кліматограма Дангрига |
| ----------------------------------------------------------------------------------------------- | --------------------- | --------------------- | --------------------- | --------------------- | --------------------- | --------------------- | --------------------- | --------------------- | --------------------- | --------------------- | --------------------- |
| С                                                                                               | Л                     | Б                     | К                     | Т                     | Ч                     | Л                     | С                     | В                     | Ж                     | Л                     | Г                     |
| 233 22 20                                                                                       | 180 25 20             | 99 28 22              | 46 29 23              | 285 30 22             | 403 26 23             | 305 27 22             | 302 28 24             | 355 28 22             | 404 25 23             | 383 25 23             | 265 25 22             |
| Середня макс. і мін. температури повітря (°C) Атмосферні опади (мм), за рік : 3260 мм. Джерело: |                       |                       |                       |                       |                       |                       |                       |                       |                       |                       |                       |